# Hradová (vrch)
Hradová (466,1 m n. m., v letech 1920 - 1948 název Hrbek) je vrch, který se nachází v Košicích v městské části Sever.  Na vrchu se nachází vyhlídková věž, ze které je výborný výhled téměř na všechny městské části města Košice.
Na vrchu stával Košický hrad. Středověké město Košice vzniklo přibližně v polovině cesty mezi hradem a benediktinským opatstvím, které koncem 11. století vybudovali na území dnešní městské části Košice-Krásna. Z hradu zůstaly jen nepatrné zbytky základů a obvodového zdiva.

## Galerie

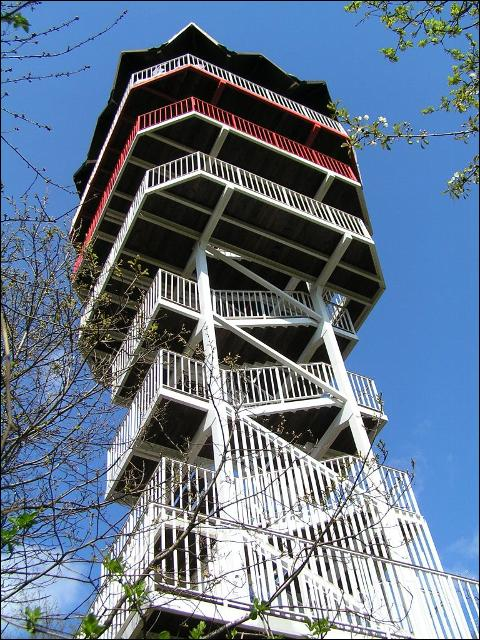
vyhlídková věž
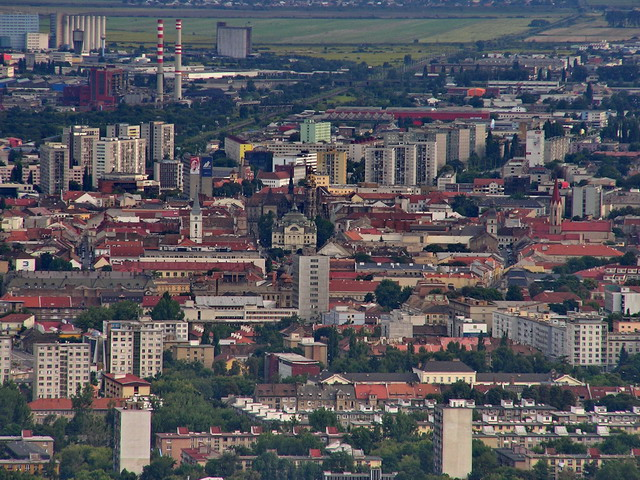
Pohled z Hradové (z vyhlídkové věže) na centrum Košic
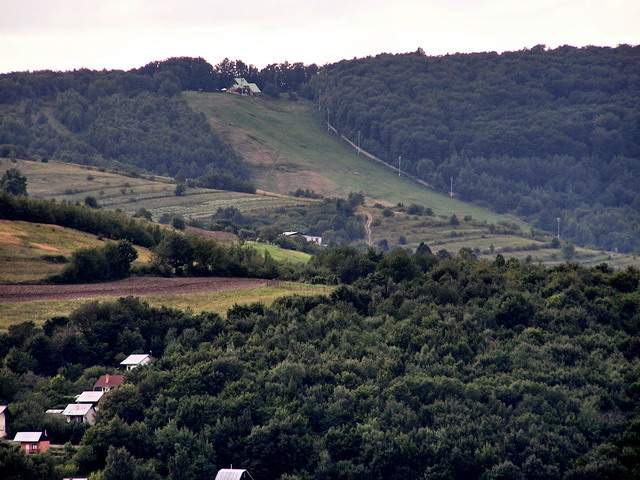
Pohled z Hradové (z vyhlídkové věže) na lyžařské středisko Kavečany
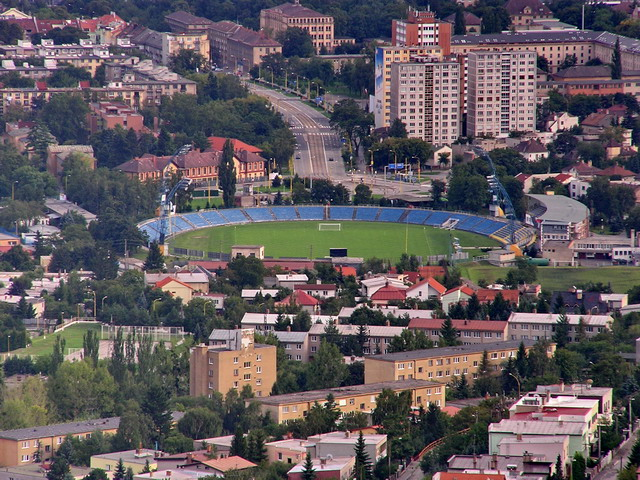
Pohled z Hradové (z vyhlídkové věže) na stadion Lokomotivy a Komenského ulici